# ザ・ゴールド
ザ・ゴールド（THE GOLD）は、東京都中央区日本橋三丁目に本拠を置く株式会社マックスガイが運営する買取専門店。2007年より、北海道、東北、信越、中国、四国を中心に直営店を展開しており、出張買取は沖縄を除くすべての都道府県に対応している。梅沢富美男がイメージキャラクターを務めることでも知られる。

## 概要
買取専門店「ザ・ゴールド」を運営するマックスガイの前身は、現経営者である矢内芳則の父親が石城郡好間村に創業した松下電器産業（現パナソニック）の製品を扱う「ナショナルショップ」の矢内電気商会である。現経営者である矢内芳則は1999年8月、郡山市内にインターネットカフェ「プリーズ」を開業し、全国から見学者が絶えないほど話題となる。その後、2001年には社名を「株式会社マックスガイ」に変更。同時にグループ会社「有限会社ファンホールディング」を設立。その後、2006年に東京都千代田区秋葉原にゲームソフト及びハード販売・買取店を出店。その店舗の一角で貴金属の買い取り事業を始めたことをきっかけに、買取専門店「ザ・ゴールド」の出店が始まる。2007年5月に福島県福島市にザ・ゴールド1号店となる「ザ・ゴールド福島店」をオープン。同年7月には宮城県、翌2008年には新潟県、岩手県、青森県、北海道、長野県に、2010年には富山県、石川県へと出店を加速。2011年以降は、岡山県、香川県、広島県、愛媛県、静岡県、徳島県、東京都に進出。また出張買取オフィスを東京都、愛知県、大阪府、福岡県、熊本県に設置した。

### 特徴
2011年、東日本大震災を契機に本社を東京都台東区に移転。2025年1月現在の店舗数は、77直営店と都市圏に6箇所の出張買取専用オフィスとなっている。2015年頃より、競合店が増えたこともあり、査定士が電話やメールで依頼を受けて自宅に訪問して査定する「出張買取」の対応エリアを拡大。店舗に持ち込めない重いものや壊れ物、車や免許がないために来店できない客を中心に支持されるようになる。着物の劣化状態等により値付けや買取が難しい場合は、無償で引取りをして障害者施設等に寄付する活動を続けている。また、売却ニーズの高い着物買取に着目し、会社全体で着物の取扱方法や専門知識、査定スキルに注力したりと、マーケットの変化に応じた柔軟な対応から、他社との差別化を図る。着物のみならず、刀剣や甲冑、貴金属、宝石、ブランド、切手、楽器など幅広く扱う。
運営元のマックスガイは、社員教育と「ザ・ゴールド」のブランド化にも注力する。また社員に対しては「人財」という言葉を使用し、2020年には「新型コロナウイルス対策支援金の支給」を、2022年8月には、物価高による従業員の生活不安を軽減し、業務に集中できる環境づくりを目的として、「インフレ対応特別昇給」を全従業員330名に対して実施した。

### イメージキャラクター
- 初代 原日出子（2008年）
- 2代目 砂岡春奈（2011年）
- 3代目 高山侑子（2013年）
- 4代目 ケーシー高峰（2018年）
- 5代目、2019年からは、梅沢富美男を起用。全国でテレビCM放送が行われる[8][9][3][2]。

起用の理由に、梅沢富美男の義理人情を大事にする一本気な性格と、曲がった事を嫌う頑固なキャラクターに、同社が創業当時より目指している「信頼感」や「安心感」を提供する買取店のイメージに合致すると考えた事と、梅沢の出身地とマックスガイの発祥地が同じ福島県という共通点があったからだという。
同社では梅沢富美男のオリジナルノベルティグッズを多数制作している。
- 梅ん棒[12]
- マスキングテープ[13]
- マグネット[14]
- クオカード[15]
- カレンダー「梅暦」[16]
- 「出張査定マグネット」[17]
- 「LINEスタンプ」[18]
- 「マスキングテープ(新色)」[19]
- 「手ぬぐい」[20]

※その他、2022年の創立60周年記念として「矢内芳則語録集 日めくりカレンダー」や「矢内芳則語録集 オーディオブック」、社内報「無限」「梅沢富美男さんのTHE GOLD オリジナル風呂敷」などを制作。

## 沿革
- 1962年 - 福島県いわき市好間町で家電販売店「矢内電気商会」として創業。
- 1966年 - 福島県いわき市平に家電販売店を出店。
- 1968年 - 法人化、「矢内電機株式会社」設立。
- 1985年 - ビデオレンタルを始める。
- 1993年 - ゲームソフト及びハード販売・買取を始める。
- 1998年 - 矢内芳則が代表取締役に就任。
- 1999年 - 福島県郡山市でインターネットカフェを始める。
- 2000年 - Net事業に進出。
- 2001年 - 社名を「矢内電機株式会社」から 「株式会社 マックスガイ」に社名変更。マックスガイグループ会社「有限会社 ファンホールディング」を設立。
- 2006年 - ゲームソフト及びハード販売・買取店を東京都千代田区秋葉原に出店。
- 2007年 - 福島県福島市に貴金属などの買取専門店第1号店となる「ザ・ゴールド」福島店をオープン。７月には宮城県に出店。
- 2008年 - 「ザ・ゴールド」を新潟県、岩手県、青森県、北海道、長野県に出店。
- 2010年 - 「ザ・ゴールド」を富山県、石川県に出店。
- 2011年 - 本社（サポートオフィス）を東京都台東区に移転。「ザ・ゴールド」を岡山県に出店。
- 2012年 - 「ザ・ゴールド」を香川県、広島県、愛媛県に出店。
- 2013年 - 「有限会社 ファンホールディング」を「株式会社 マックスガイホールディングス」へ組織変更。
- 2015年 - 本社（サポートオフィス）を東京都中央区日本橋に移転。企業ロゴを変更。「ザ・ゴールド」を静岡県と徳島県に出店。
- 2016年
  - 「東京エムジーオークション」事業開始。
  - 「ザ・ゴールド」を東京都中央区銀座に出店。
  - 「MaXGUY TOKYO」をタイ・バンコクに出店。
  - 「IJT -国際宝飾展」に出展。
- 2017年 - 本社(サポートオフィス)を東京都中央区日本橋メルクロスビルに移転。
- 2019年 - 「ザ・ゴールド」イメージキャラクターに梅沢富美男を起用[11]。
- 2021年 - 東京都品川区に品川オフィス、愛知県名古屋市に名古屋オフィス、大阪府東大阪市に大阪オフィス、福岡県福岡市に福岡オフィスを開設。
- 2022年 - 株式会社マックスガイ創業60周年として、『矢内芳則語録集』と『オリジナル風呂敷』を制作。
- 2023年
  - 熊本県熊本市に熊本オフィス、埼玉県越谷市に埼玉オフィスを開設。
  - 「ザ・ゴールド」×梅沢富美男さんコラボのLINEスタンプが完成。
- 2025年 - 品川オフィスが五反田TOCオフィス(東京都品川区)に移転。

出典より

## 事業内容

### リユース事業
- 買取専門店「ザ・ゴールド」の運営。
- オンラインショップ「THE GOLD ショッピング」の運営。
- 楽天市場「THE GOLD ショッピング」の運営。
- Yahoo!ショッピング「THE GOLD ショッピング」の運営。

出典より

### オークション事業
- 「東京エムジーオークション by JWA」の運営。

出典より

## CSR
CSR活動として以下を行っている。
- ザ・ゴールドで、LINE友だちに登録により、1登録につき10円に換算し「ピースウィンズ・ジャパン」を通して災害緊急支援に貢献。
- ザ・ゴールドで、LINE友だちに登録により、1登録につき「TABLE FOR TWO」へ 10 円の寄付。
- 引き取りした着物の一部を、 特定非営利活動法人トゥッティフォルテと新潟県長岡市のボランティア団体様へ寄付し、使わなくなった着物の有効活用を図る。
- NPO法人支援センターあんしんの取り組みとして、障がい者が中心となり製造する「夢工場あんしん」のトイレットペーパーを客へのプレゼントとして全店舗で購入することで、障がい者の雇用を応援。
- 不要となったメガネをボランティア機関を通じて、開発途上国のメガネを必要とする人々に配布。
- ザ・ゴールドの浜松市と仙台市の店舗で地域清掃活動を行う「NPO法人ジコサポ日本 仙台支部・浜松支部」の活動に参加。
- ザ・ゴールドで、外貨コイン募金を実施し、ユニセフの支援活動に参加。

出典より

## メディア

### テレビ
- 2021年1月 TBSテレビ『坂上&指原のつぶれない店』
- 2021年12月 フジテレビ『めざましテレビ』
- 2022年5月 テレビ朝日『もう中学生のおグッズ!』
- 2022年6月 テレビ朝日『10万円でできるかな』
- 2022年8月 テレビ朝日『NEWニューヨーク』
- 2023年5月 日本テレビ『一攫千金!宝の山』
- 2023年5月 フジテレビ『めざましテレビ』
- 2023年6月 MXテレビ『企業魂』
- 2023年7月 TBSテレビ『Nスタ』
- 2023年8月 日本テレビ『DayDay.』
- 2024年5月 テレビ朝日『ナニコレ珍百景』
- 2024年9月 TBSテレビ『THE TIME,』
- 2024年11月 フジテレビ『めざまし8』
- 2025年3月 テレビ朝日『スーパーJチャンネル』

出典

### YouTube
※ザ・ゴールド公式YouTubeを参照。

## 所在地
- サポートオフィス(本社)

東京都中央区日本橋三丁目3番9号メルクロスビル5階
- 五反田TOCオフィス

東京都品川区西五反田7丁目22-17 5階1号
- 埼玉オフィス

埼玉県越谷市下間久里167-1
- 名古屋オフィス

愛知県名古屋市北区辻町3丁目50
- 大阪オフィス

大阪府東大阪市高井田中4丁目4-3
- 福岡オフィス

福岡県福岡市博多区堅粕4-1-37博多三弘ビル1階101号
- 熊本オフィス

熊本県熊本市北区清水新地4丁目4-1
- 長橋事務所

福島県いわき市平字長橋町41

## 店舗
- 北海道 12店舗
- 青森県 1店舗
- 岩手県 2店舗
- 宮城県 8店舗
- 福島県 8店舗
- 東京都 1店舗
- 静岡県 3店舗
- 新潟県 10店舗
- 長野県 11店舗
- 富山県 3店舗
- 石川県 3店舗
- 岡山県 3店舗
- 広島県 4店舗
- 徳島県 1店舗
- 香川県 3店舗
- 愛媛県 4店舗

※各店舗については公式サイトを参照